# خيسوس إنريكيز
خيسوس إنريكيز (بالإنجليزية: Jesús Enríquez)‏ (16 أغسطس 1997 في الولايات المتحدة - ) هو لاعب كرة قدم أمريكي في مركز الهجوم.

## وصلات خارجية
- خيسوس إنريكيز على موقع قاعدة بيانات كرة القدم.إي يو (الإنجليزية)